# ئی.ال.تی. مسنز
ئی. ال. تی. مِسِنز (انگلیسی: E. L. T. Mesens؛ ۲۷ نوامبر ۱۹۰۳ – ۱۳ مهٔ ۱۹۷۱) هنرمند و نویسنده جنبش فراواقع‌گرایی اهل بلژیک بود.